# Puy de Sancy
Der Puy de Sancy ist mit einer Höhe von 1885 m die höchste Erhebung des französischen Zentralmassivs, etwa 35 km südwestlich von Clermont-Ferrand in der Bergkette der Monts Dore. Es handelt sich um einen erloschenen Vulkan.
Das Massif Sancy liegt in der Auvergne, einer Region, die ländlich geprägt und nur sehr dünn bevölkert ist. Am Puy de Sancy befinden sich in über 1600 m Höhe die Quellbäche der Dordogne. Am Südosthang des Puy de Sancy liegt die Skistation Super Besse. Am Nordhang befindet sich das Skigebiet Le Mont-Dore, welches mit den Pisten von Super Besse verbunden ist.
Man kann den Gipfel des Puy de Sancy über Wanderwege, aber auch über die Puy-de-Sancy-Seilbahnen erreichen (danach noch ca. 20 Minuten Fußweg).

## Name
Der Name des Bergs wird abgeleitet von einem Kreuz, zu dem die Bewohner der Ortschaft Saint-Donat einmal im Jahr, am Tag des heiligen Sixtus, am Vorabend des Tags ihres Namensheiligen Donatus von Arezzo, pilgerten. Sie sagten dann, sie gingen zum Puy de Saint-Sixte (Puy, altfranzösisch pui, „Berg, Hügel“, von lateinisch podium), im lokalen Dialekt „Pè de San Chi“, woraus sich Sancy entwickelte.

## Vulkanismus

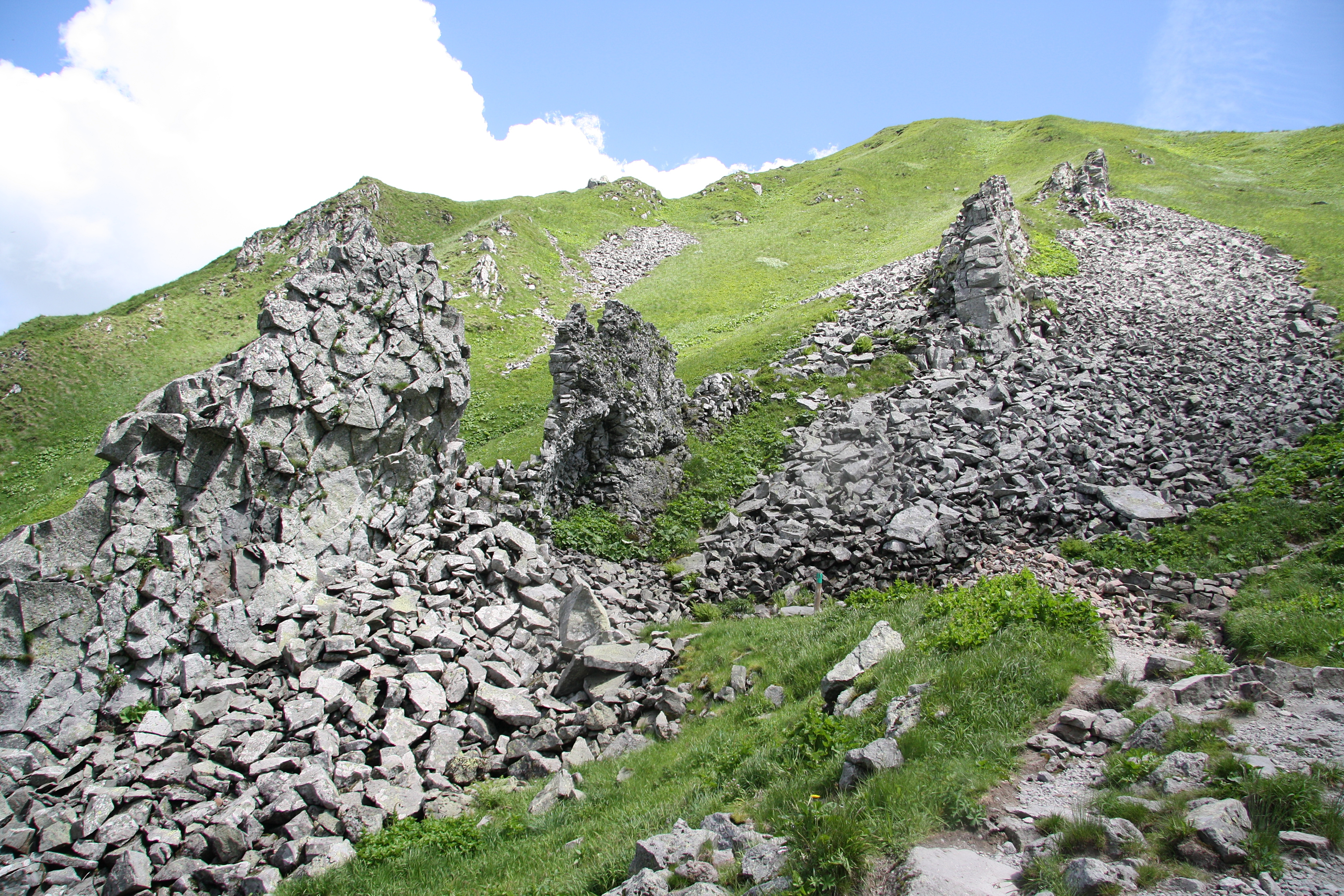
Durch Erosion freigelegter Lava-Gang am Puy de Sancy

Das etwa 500 Quadratkilometer große Massiv der Monts Dore wird gebildet aus zwei vulkanischen Einheiten, die vermutlich Vulkanbauten entsprechen. Das ausgedehntere, etwas ältere Massiv des Guéry (nach dem Col de Guéry) wird, nur in seinem südlichen Teil, überlagert vom höheren und jüngeren Sancy-Massiv. Insgesamt umfasst das Mont-Dore Vulkanfeld ein noch ausgedehnteres, fast 1000 Quadratkilometer großes Vulkanfeld mit zahlreichen Schloten, das auf maximal 3,2 Millionen Jahre Alter datiert wird und bis vor etwa 200.000 Jahre aktiv war. Danach verlagerte sich der aktive Vulkanismus nordwärts in die jüngere Chaîne des Puys.
Der Vulkanbau des Puy de Sancy wurde radiometrisch (mittels Kalium-Argon-Datierung) auf ein Alter von ca. 1,1 bis 0,2 (oder 0,3) Millionen Jahre datiert. Im Untergrund wurde eine strukturelle Senke identifiziert, die als Caldera des älteren Vulkanismus des Vulkanfelds gedeutet wird, diese Deutung ist aber umstritten. Der Sancy selbst liegt der südöstlichen Flanke des älteren Guéry-Vulkanbaus auf (Alter etwa 3,85 bis 1,47 Mio. Jahre), der damit auch seinen Unterbau bildet. Die Ausdehnung des Sancy ist heute, nach zwischenzeitlicher Erosion, noch etwa 16 Quadratkilometer. Da der Sancy aus einer komplexen Abfolge von Lavadomen, Lavaströmen und pyroklastischen Ablagerungen aufgebaut wird, entspricht er darin einem klassischen Stratovulkan. Tatsächlich ist die Situation komplexer: Es gibt nicht einen zentralen Förderschlot, der einen kegelförmigen Berg aufgebaut hätte, sondern ein komplexes Netz sich überlagernder, zu unterschiedlichen Zeiten unterschiedliche Laven fördernder Fördergänge und -schlote.
Die Vulkanite des Sancy umfassen ungesättigte bis kieselsäuregesättigte Alkaligesteine, bei denen der Kaliumgehalt fast immer den Natriumgehalt übersteigt. Sie reichen von basischen Basaniten und Phonolithen bis zu kieselsäurereicheren Trachyten. Überwiegend handelt es sich um intermediäre Gesteine, basaltische und saure Trachyandesite (zwischen Trachyt und Andesit stehend), nach moderner Nomenklatur Latite bis Shoshonite. Etwa 20 bis 30 Prozent der Vulkanite sind aus vulkanisch ausgeworfenen Lockermassen pyroklastisch entstandene Tuffe und Aschen, die auf plinianische Eruptionen hinweisen. Unterschieden werden zwei Eruptionszyklen mit etwa 15 Einzelausbrüchen, 12 davon mit trachytischer und 3 mit latitischer Zusammensetzung. Der ältere Zyklus begann vor etwa 1 Mio. Jahre, er wurde begleitet von zahlreichen eingeschalteten Lavaströmen. In der Hauptphase wurden etwa 30 bis 40 Meter mächtige Aschenlagen, vermutlich aus einer plinianischen Eruptionswolke, abgelagert. Der Zyklus endete vor etwa 780.000 Jahren mit basaltischen bis trachybasaltischen Lavaströmen und Intrusionen in die bestehenden Tuffe hinein. Der zweite Zyklus begann vor etwa 580.000 Jahren mit Aschenströmen, sie endete mit trachyandesitischen Intrusionen, Lavaströmen und als Lahare gedeuteten pyroklastischen Strömen. Die auf die plinianischen Eruptionen  zurückgehenden Tufflagen sind in unterschiedlichen Richtungen um den Berg herum orientiert, vermutlich je nach Windrichtung beim jeweiligen Ausbruch. In einem Maarsee bei Alleret, etwa 60 Kilometer südöstlich des Sancy, ist die Tufflage noch 1,4 Meter mächtig.